# GOLDEN J-POP/THE BEST 南野陽子
『GOLDEN J-POP/THE BEST 南野陽子』（ゴールデン・ジェイポップ ザ・ベスト みなみのようこ）は、南野陽子の2枚組のベスト・アルバム。1998年8月21日発売。発売元はSMEJ。

## 解説
全21枚のシングル表題曲全曲と過去のアルバム未収録のB面11曲を収録した全32曲のメーカー主導によるベスト・アルバム。

## 収録曲

### Disc 1
1. 恥ずかしすぎて
2. さよなら、夏のリセ
3. さよならのめまい
4. 金星伝説
5. 悲しみモニュメント
6. 風のマドリガル
7. ヒロインの伝説
8. 接近（アプローチ）
9. せいいっぱいの想い出
10. 楽園のDoor
11. 話しかけたかった
12. エイプリル・フール
13. パンドラの恋人
14. ひとりっきりの夏は
15. 秋のIndication
16. はいからさんが通る

### Disc 2
1. 吐息でネット。
2. ガラスの海で
3. あなたを愛したい
4. 帰りたくない
5. 秋からも、そばにいて
6. 抱きしめてもう一度
7. 涙はどこへいったの
8. トラブル・メーカー
9. 瞳のなかの未来
10. フィルムの向こう側
11. ダブルゲーム
12. サイド・シートに答えて
13. へんなの!!
14. 耳をすましてごらん
15. KISSしてロンリネス
16. 夏のおバカさん